# Thomas Ebner
Thomas Ebner, född 17 november 1971, är en friidrottare från Österrike. Han deltog vid olympiska sommarspelen 1996.